# 혜화동
혜화동(惠化洞)은 서울특별시 종로구의 법정동이자 행정동이다. 행정동인 혜화동은 법정동 혜화동, 명륜동1가, 명륜동2가, 명륜동3가, 명륜동4가를 관할한다. 교육기관이 많은데, 성균관대학교, 가톨릭대학교, 동성고등학교, 서울과학고등학교, 경신고등학교, 서울국제고등학교 등이 있다. 동주민센터는 대한민국에서 최초로 한옥으로 지어서 사용한다.

## 교육
- 성균관대학교 인문사회캠퍼스
- 가톨릭대학교 성신교정
- 동성중학교
- 동성고등학교
- 경신고등학교
- 서울과학고등학교
- 서울대학교 사범대학 부설여자중학교
- 서울대학교 사범대학 부설초등학교
- 서울혜화초등학교
- 서울국제고등학교

## 역사
- 조선 초기 : 한성부 동부 숭신방(崇信坊)에 속함
- 1914년 4월 1일 : 경성부 혜화동에 속함
- 1936년 4월 1일 : 경성부 혜화정으로 변경
- 1943년 6월 10일 : 경성부 종로구에 편입
- 1946년 10월 1일 : 종로구 혜화동으로 복구
- 2012년 8월 1일 : 행정동인 명륜3가동 합동

## 같이 보기
- 명륜동 (서울)